# Grün-Weiß Hofweier
Der Handballverein Grün-Weiß Hofweier e. V. ist ein deutscher Handballverein aus dem Hohberger Stadtteil Hofweier. Er wurde nach dem Konkurs des Großvereins TuS Hofweier (über 1400 Mitglieder) im Frühjahr 1989 gegründet, als die Abteilungen Turnen, Tischtennis und Tennis neue, eigenständige Vereine gründeten. Am 7. Juni 1989 zogen dann auch die Handballer nach.
Handball ist in Hofweier ein reiner Männersport. Aus Mangel an Hallenkapazitäten mussten Wünsche, die Einführung von Damenhandball betreffend, stets abschlägig beschieden werden. Anfangs noch unter TuS Hofweier in vielen Hallen begrüßt, hat sich das Kürzel HGW längst durchgesetzt.

## Erfolge
Für hervorragende Jugendarbeit erhielt der Verein im Jahr 2000 das Grüne Band für vorbildliche Talentförderung im Verein. Eine Auszeichnung, die von der Dresdner Bank in Zusammenarbeit mit dem Deutschen Sportbund und den Sportverbänden ausgelobt wurde und mit 10.000,00 DM dotiert war.

### Erfolge – Jugend
- 1991 Südbadische Meisterschaft B-Jugend
- 1992 Südbadische Meisterschaft D-Jugend
- 1995 Südbadische Meisterschaft  D-Jugend
- 1997 Südbadische Meisterschaft C-Jugend
- 1997 Die Handballmannschaft der GHS Hofweier siegt beim Bundesfinale in Berlin, im Wettbewerb Jugend trainiert für Olympia
- 2000 Südbadische Meisterschaft A-Jugend
- 2004 Qualifikation der A-Jugend für die BW Oberliga (höchstmögliche Spielklasse)
- 2007 Südbadischer Meisterschaft A-Jugend
- 2008 Qualifikation der A-Jugend für die BW-Oberliga (höchstmögliche Spielklasse)
- 2012 2. Platz in der Südbaden Liga

### Erfolge – Aktive
- 1993 Südbadischer Meister, Pokalsieger und Aufstieg in die Regionalliga
- 1994 Vizemeister in der Regionalliga Süd, Staffel Süd
- 1995 Qualifikation für die 2. Runde um die Deutsche Pokalmeisterschaft
- 2007 Südbadischer Pokalsieger und Qualifikation für die Spiele um den DHB-Pokal[1]
- 2016 Südbadischer Meister und Aufstieg in die Baden-Württemberg Oberliga